# Papa Ibou Kébé
Papa Ibou Kébé (sinh ngày 10 tháng 12 năm 1989) là một cầu thủ bóng đá người Pháp thi đấu ở vị trí tiền đạo cho câu lạc bộ Sài Gòn FC.

## Sự nghiệp
Năm 2010, Ibou Kebe bắt đầu sự nghiệp trong màu áo ASPV Strasbourg. Năm 2019, anh ký hợp đồng với câu lạc bộ V.League 1 Hà Nội, nơi anh có mười ba lần ra sân và ghi được hai bàn thắng. Trước đó, anh chơi cho các câu lạc bộ Pháp SR Colmar, Mulhouse, Le Mans, câu lạc bộ Síp Anagennisi Deryneia, và câu lạc bộ Slovenia NK Tabor Sežana.
Sau khi mùa giải V.League 2019 kết thúc, Papa Ibou Kébé đã chia tay câu lạc bộ bóng đá Hà Nội.

Sau khi tiền đạo Claudecir Jr gia nhập SHB Đà Nẵng, đội bóng sông Hàn đã nói lời chia tay với Ibou Kebe. Rất nhanh chóng, CLB TP HCM kí hợp đồng với người cũ của CLB Hà Nội đồng thời giữ lại tiền đạo Joao Paolo.
Tính đến vòng 11 của V.League năm nay, Ibou Kebe ra sân 4 trận cho SHB Đà Nẵng và đóng góp 1 bàn thắng cho đội chủ sân Hòa Xuân. Tiền đạo mang áo số 38 chỉ ra sân trung bình 40 phút/trận và không đáp ứng những yêu cầu chuyên môn từ BHL.
Phong độ kém thuyết phục của Ibou Kebe không thể khiến BLĐ đội bóng áo cam hài lòng và sau khi Claudecir cập bến Hòa Xuân, Kebe đã phải nói lời chia tay SHB Đà Nẵng và tìm cho mình bến đỗ mới.
Về phía TP Hồ Chí Minh, sau khi chia tay hai ngoại binh Dario Federico và Jr Barros, đội bóng này tìm đến Ibou Kebe để gia tăng sức mạnh cho hàng công của "Chiến hạm đỏ" trong phần còn lại của mùa giải.